# 網走市民会館
網走市民会館（あばしりしみんかいかん）は、北海道網走市にある文化施設。

## 施設
- 大ホール (850.79 m²)
  - 舞台 (168 m²)
- 楽屋 (32.83 m²×2部屋)
- 倉庫
- 大会議室 (241.25 m²、定員250名)
- 中会議室 (82.35 m²、定員66名)
- 小会議室A (43.96 m²、定員24名)
- 小会議室B (33.35 m²、定員18名)
- ホワイエ

## アクセス・駐車場
網走市立美術館隣、クリオネ通りに隣接している。
- 網走バス「西2丁目」「東1丁目」バス停下車
- 駐車場：67台（有料）、車椅子専用駐車スペース2台